# Baghdati (gemeente)
Baghdati (Georgisch: ბაღდათის მუნიციპალიტეტი, Baghdatis moenitsipaliteti) is een gemeente in het midden van Georgië met 15.928 inwoners (2024), gelegen in de regio Imereti. De stad gelijknamige stad is het bestuurlijke centrum van de gemeente. Baghdati heeft een oppervlakte van 815,4 km² en is grotendeels gesitueerd in het Meschetigebergte. De naam is etymologisch verwant met de naam Bagdad, wat geschonken tuin betekent.

## Geschiedenis

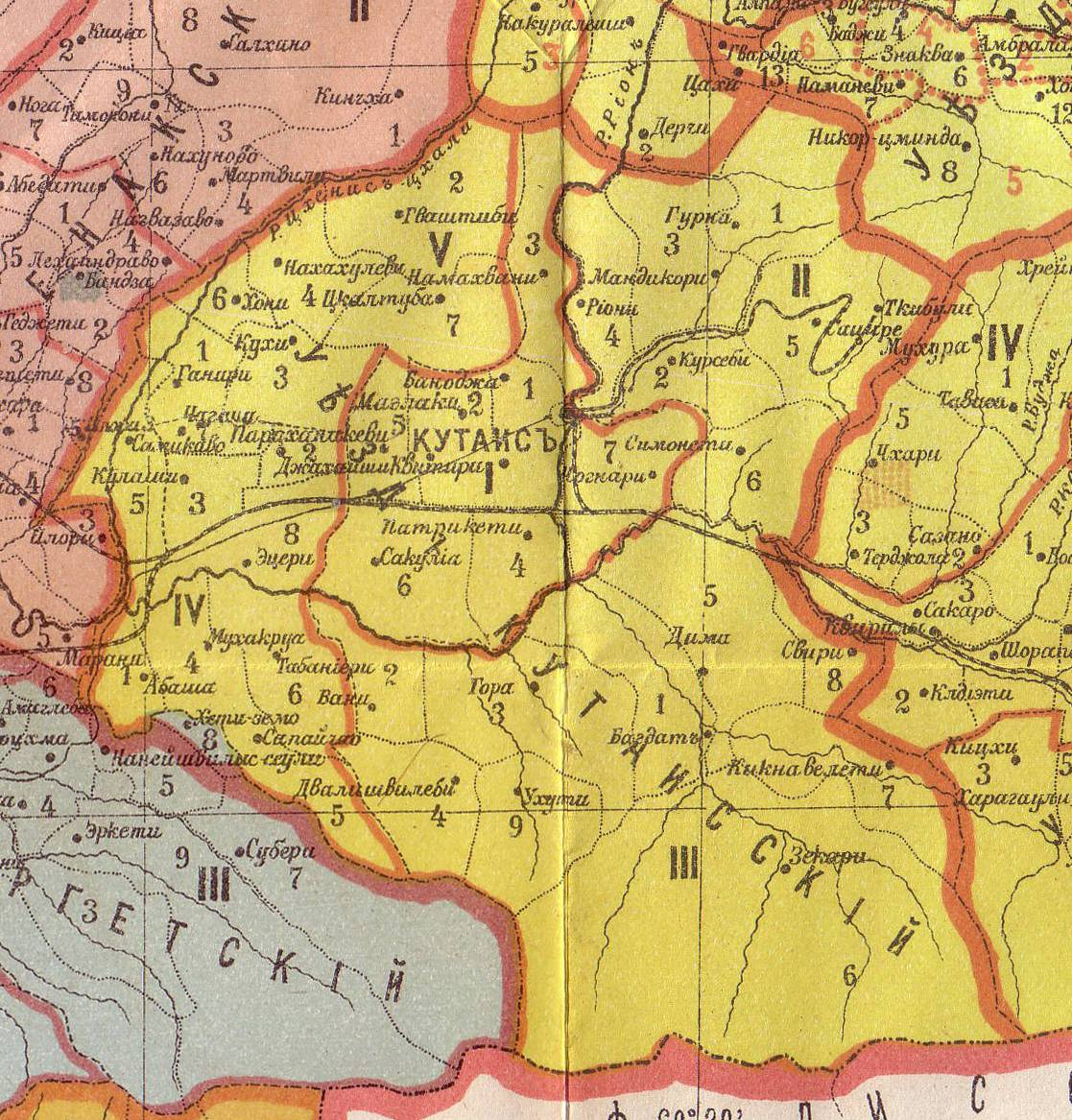
Oejezd Koetais in 1886 (III oetsjastok Baghdati)

Na het uiteenvallen van het Koninkrijk Georgië in de 15e eeuw lag het gebied van Baghdati in het koninkrijk Imeretië dat door zowel het Ottomaanse Rijk als Safavidisch Perzië werd bevochten. Na de Vrede van Amasya in 1555 werd het gebied tot de 18e eeuw gedomineerd door de Ottomanen en lag het aan de grens met Perzisch gecontroleerd Georgië. Vanaf de 18e eeuw verloren de Turken het gezag in het gebied.

### Russisch gezag
In 1810 werd Imeretië door het Russisch Rijk geannexeerd en werd de Russische bestuurlijke indeling geadopteerd. Het vorstendom Imeretië werd Oblast Imeretië, dat in 1840 opgenomen werd in het gouvernement Georgië-Imeretië dat geheel Georgië besloeg.
In 1846 werden oost- en west-Georgië weer gescheiden en werd het gebied van Baghdati bestuurlijk ingedeeld bij het gouvernement Koetais. Het werd hierbinnen onderdeel van het oejezd Koetaisi. Het oejezd was in vijf gemeentelijk districten (oetsjastok) verdeeld, waarvan Baghdati er een was. Hiermee werden de contouren van de moderne gemeente geschapen.

### Moderne indeling
Er volgden bestuurlijke herindelingen in de periode 1917-1930 door de tussenkomst van de Democratische Republiek Georgië en de vorming van de Sovjet-Unie. Tijdens de grote bestuurlijke hervormingen in 1930 van de Georgische sovjetrepubliek werd de moderne bestuurlijke eenheid Baghdati als rajon (district) opgericht, met Baghdati als districtscentrum.
In 1940 werden zowel het district als het districtscentrum hernoemd in Majakovski, naar de Russische dichter Vladimir Majakovski die in Baghdati geboren is. Tijdens de desovjetisering van toponiemen in Georgië werd in 1990 de naam Baghdati teruggegeven. Na de onafhankelijkheid van Georgië werd het district in 1995 ingedeeld bij de nieuw gevormde regio (mchare) Imereti, en werd het district in 2006 omgevormd tot gemeente.

## Geografie

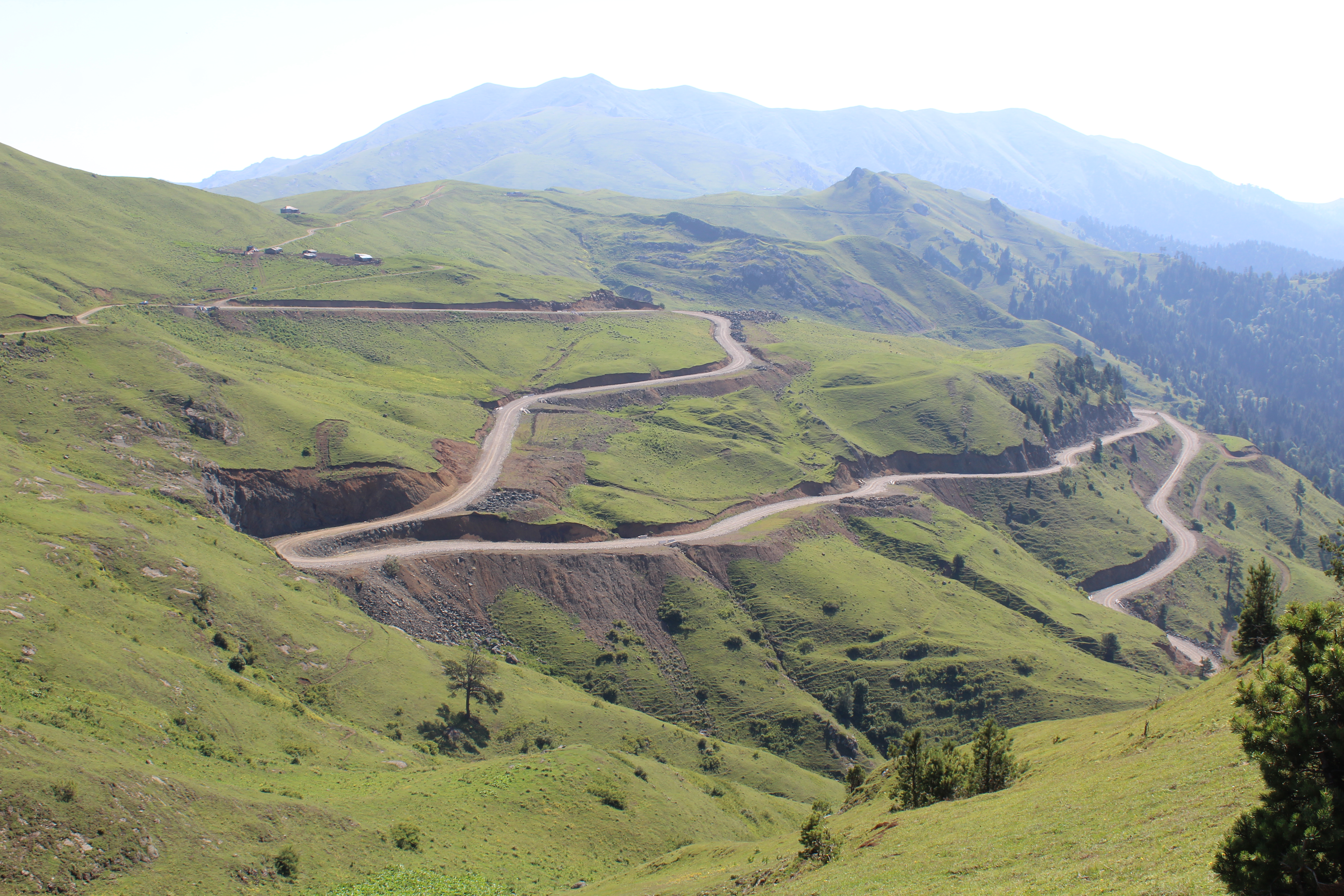
Zekaripas in het Meschetigebergte

De gemeente ligt in het zuiden van de regio Imereti en grenst aan acht gemeenten. In het westen, noorden en oosten grenst Baghdati aan de Imeretische gemeenten Vani, Tskaltoebo, Terdzjola, Zestafoni en Charagaoeli. In het zuiden grens de gemeente aan drie gemeenten in de regio Samtsche-Dzjavacheti, namelijk Adigeni, Achaltsiche en bij het viergemeentenpunt in het zuidoosten aan Bordzjomi. 

### Meschetigebergte
Baghdati wordt in het noorden natuurlijk begrensd door de belangrijke rivier de Rioni en in het zuiden door de bergkam van het Meschetigebergte. Het grootste deel van de gemeente ligt in dit gebergte, met een klein deel in het noorden in het Colchis Laagland in de vallei van de Rioni. De 2588 meter hoge Didmaghali is de hoogste bergtop in de gemeente. Deze berg ligt vlak bij de 2182 meter hoge Zekaripas in de doorgaande weg tussen Koetaisi en Achaltsiche.
Het Meschetigebergte staat bekend om de kuuroorden door thermische bronnen en een gezond klimaat. Deze genoten bekendheid in de Sovjet-Unie bekendheid genoten, waaronder Sairme dat in de gemeente Baghdati ligt en Abastoemani dat aan de zuidkant van de Zekaripas ligt.

## Demografie
Begin 2024 telde de gemeente Baghdati 15.928 inwoners, een daling van 26% ten opzichte van de volkstelling van 2014. Het aantal inwoners in de hoofdplaats Baghdati daalde in dezelfde periode met bijna een derde.
| Gemeente Baghdati                                                       | - | - | 32.053 | 29.560 | 30.973 | 30.056 | 29.053 | 29.235 | 21.582 | 18.701 | 15.928 |
| Baghdati (stad)                                                         | - | - | 2.788  | 4.586  | 4.609  | 4.831  | 5.465  | 4.724  | 3.707  | 3.138  | 2.511  |
| Verantwoording data: Bevolkingsstatistiek Georgië 1897 tot heden. Noot: |   |   |        |        |        |        |        |        |        |        |        |

### Etniciteit en religie
De bevolking van de gemeente was volgens de volkstelling van 2014 vrijwel geheel mono-etnisch Georgisch (99,7%). De belangrijkste etnische minderheden waren enkele tientallen Russen. Vrijwel alle inwoners waren volgens de volkstelling Georgisch-Orthodox (99,2%). De enige significant religieuze minderheid waren jehova's (0,3%).

## Administratieve onderverdeling

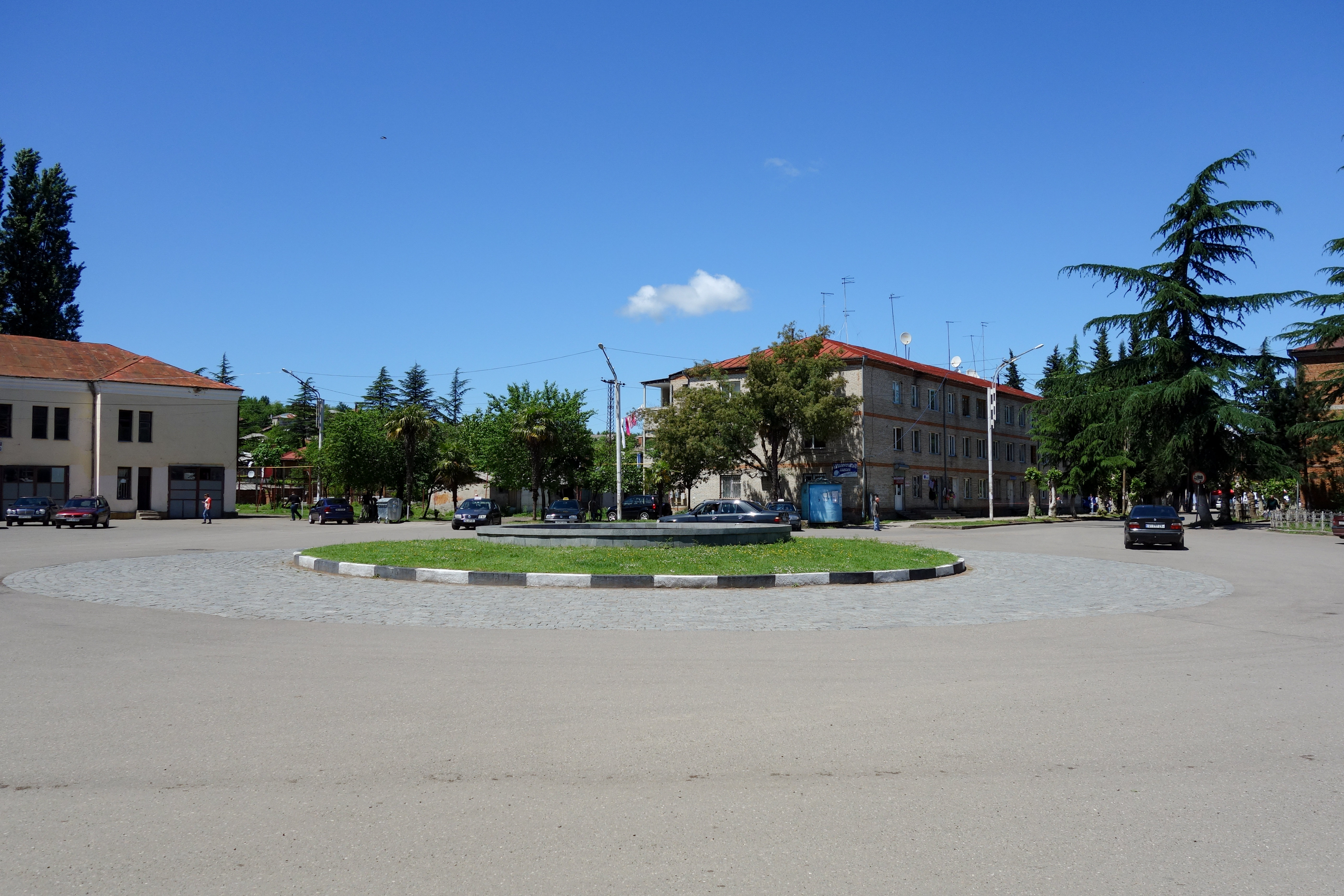
Baghdati is het gemeentelijk centrum

De gemeente is administratief onderverdeeld in 12 gemeenschappen (თემი, temi) met in totaal 25 dorpen (სოფელი, sopeli) en één stad (ქალაქი, kalaki), het bestuurlijk centrum Baghdati. Het kuuroord Sairme staat niet geregistreerd als nederzetting.

## Bestuur
De gemeenteraad van Bagdati (Georgisch: საკრებულო, sakreboelo) wordt elke vier jaar gekozen in een gemengd kiesstelsel. Een deel wordt via enkelvoudige kiesdistricten gekozen en een deel via evenredige vertegenwoordiging van gesloten partijlijsten, waarvoor een kiesdrempel geldt van drie procent.
| Samenstelling Sakreboelo (zetels per partij) | Samenstelling Sakreboelo (zetels per partij) | Samenstelling Sakreboelo (zetels per partij) | Samenstelling Sakreboelo (zetels per partij) | Samenstelling Sakreboelo (zetels per partij) |
| Partij                                       | Partij                                       | 2014                                         | 2017                                         | 2021                                         |
| -------------------------------------------- | -------------------------------------------- | -------------------------------------------- | -------------------------------------------- | -------------------------------------------- |
|                                              | Georgische Droom (GD)                        | 15                                           | 23                                           | 18                                           |
|                                              | Verenigde Nationale Beweging (UNM)           | 8                                            | 3                                            | 7                                            |
|                                              | Overige partijen                             | 5                                            | 2                                            | 2                                            |
| Totaal                                       | Totaal                                       | 28                                           | 29                                           | 27                                           |

## Bezienswaardigheden

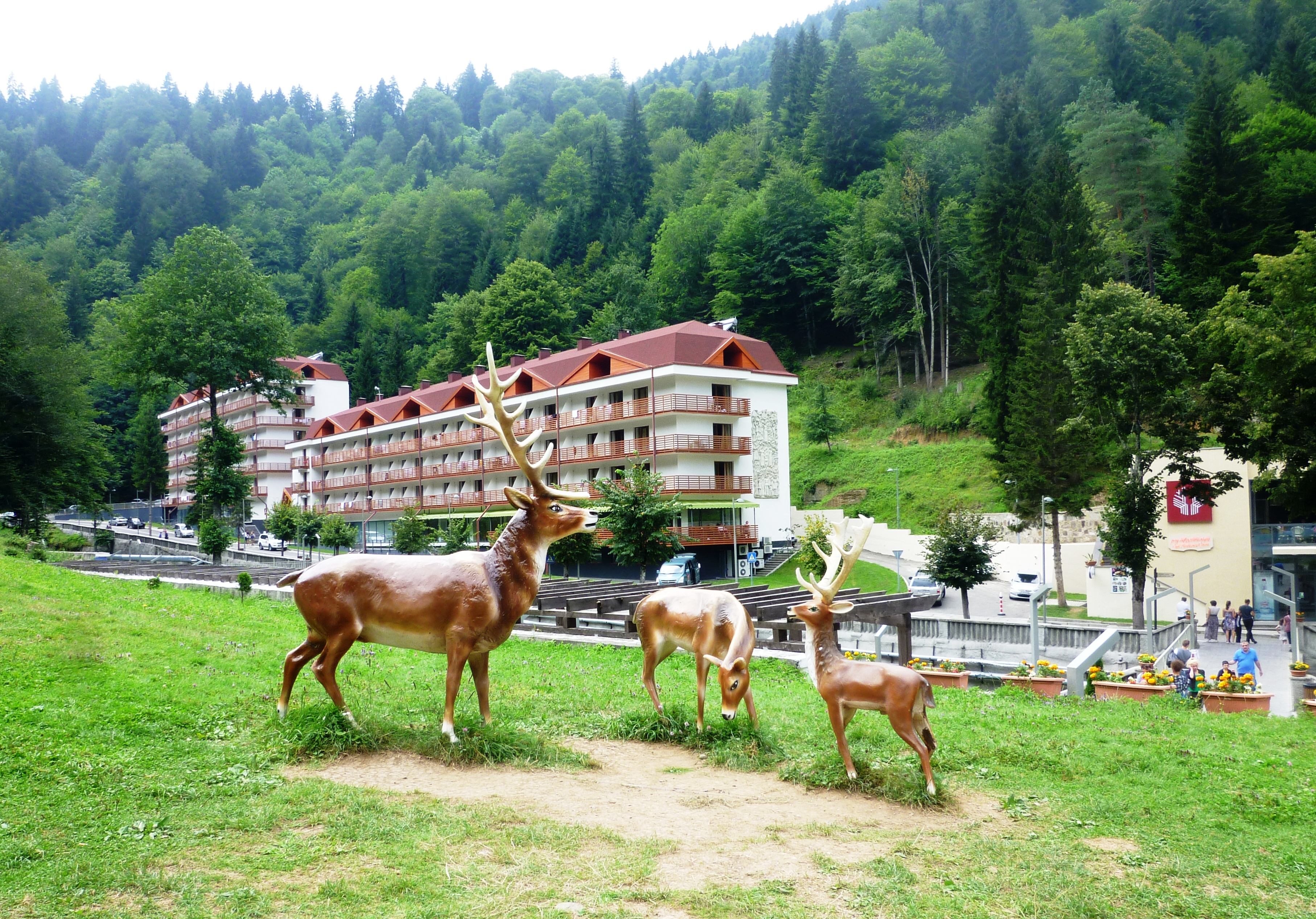
Kuuroord Sairme.

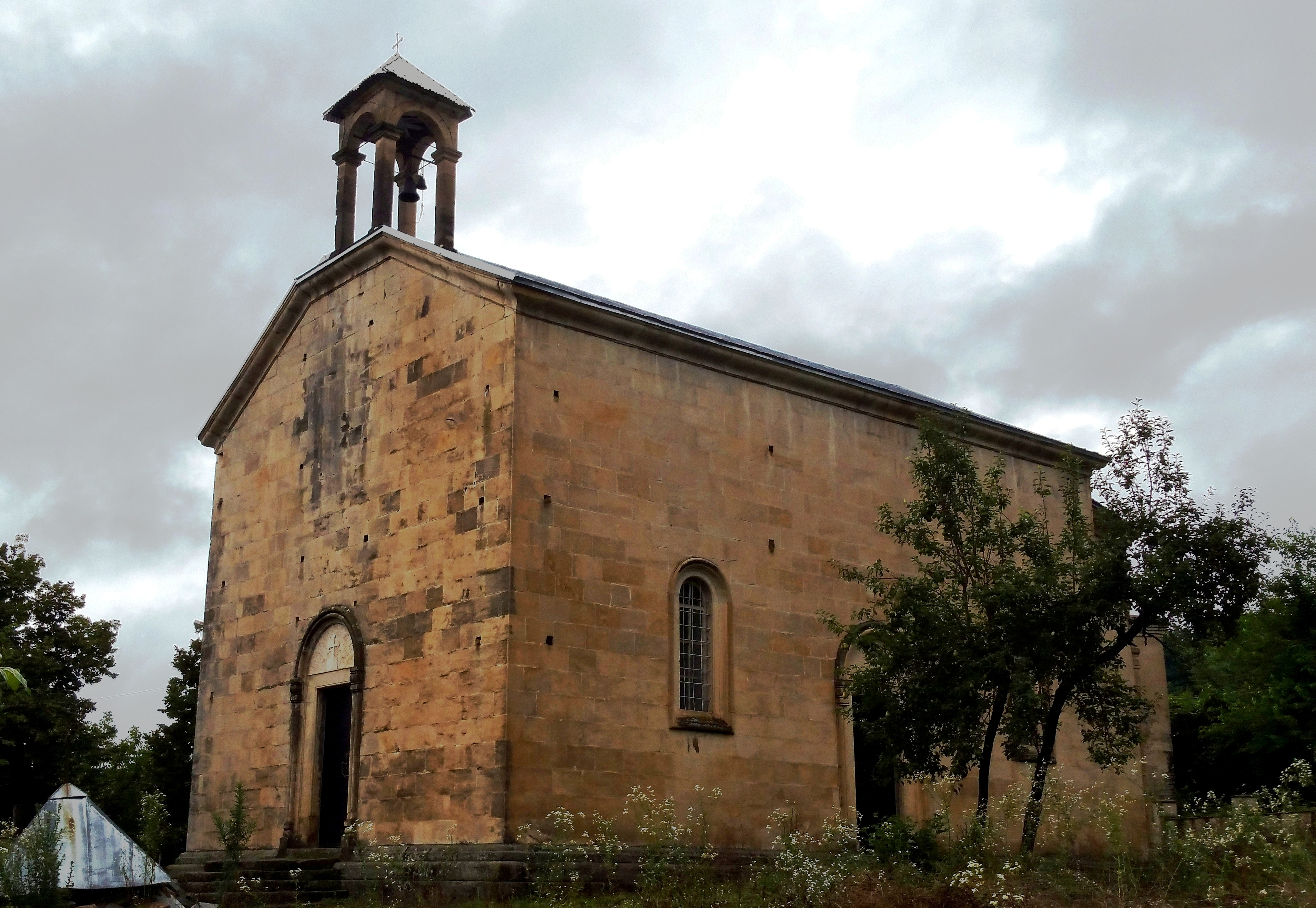
Kerk uit de 10 eeuw in Tsitelchevi.

In de gemeente zijn vooral een aantal natuurbezienswaardigheden en kuuroorden te vinden.
- Sairme, bekend balneologisch kuuroord met heetwaterbronnen in het Meschetigebergte, gelegen op 23 kilometer ten zuiden van Baghdati aan de doorgaande weg naar Achaltsiche, in de kloof van de rivier Tzablaraschevi. Het kuuroord werd na de ontdekking van de minerale werking vanaf de jaren 1920 ontwikkeld met sanatoria.
- Zekari, een minder bekend balneologisch kuuroord in een ander dal van de gemeente.[27]
- Nationaal park Bordzjomi-Charagaoeli, het grootste beschermd natuurgebied van het land, ligt gedeeltelijk in het zuiden van Beghdati in het Meschetigebergte.[28] Een paar kilometer van het dorp Chani valt de 25 meter hoge Chani-waterval in een vrije val uit een rots.

## Vervoer
De belangrijkste doorgaande routes door de gemeente zijn de nationale route Sh13 vanaf Baghdati via Vani naar het westen van het land, en de nationale route Sh14 naar Koetaisi en in zuidelijke richting door het Meschetigebergte naar het gezondheidsresort Sairme en Achaltsiche. In de late Sovjetjaren was deze weg als A307 een van de tien belangrijkste wegen in de Georgische SSR. De Sh54 bedient de noordoostelijk gelegen dorpen in de gemeente en is de verbinding naar Zestafoni en de S1 snelweg naar Tbilisi. 